# Kanadische Badmintonmeisterschaft 2017
Die Kanadische Badmintonmeisterschaft 2017 fand vom 1. bis zum 4. Februar 2017 in Saskatoon statt.

## Medaillengewinner
| Disziplin    | Gold                       | Silber                                 | Bronze                        |
| ------------ | -------------------------- | -------------------------------------- | ----------------------------- |
| Herreneinzel | Jason Ho-Shue              | Brian Yang                             | Paul-Antoine Dostie-Guindon   |
| Dameneinzel  | Brittney Tam               | Stéphanie Pakenham                     | Rachel Honderich              |
| Herrendoppel | Jason Ho-Shue Nyl Yakura   | Adrian Liu Toby Ng                     | Philippe Gaumond Maxime Marin |
| Damendoppel  | Michelle Tong Josephine Wu | Anne-Julie Beaulieu Stéphanie Pakenham | Joanne Chen Takeisha Wang     |
| Mixed        | Toby Ng Rachel Honderich   | Ty Alexander Lindeman Josephine Wu     | Jason Ho-Shue Michelle Tong   |